# Pieve di San Lorenzo (Minucciano)
La pieve di San Lorenzo, nota anche come pieve di San Lorenzo di Vinacciara è una pieve del comune di Minucciano, situata nella frazione di Pieve San Lorenzo, in provincia di Lucca. La pieve viene anche detta "dei Gragnanesi", perché era sotto il protettorato dei potenti signori di Gragnana, che esercitavano il loro potere sui territori di Lucca e di Massa in Lunigiana.
Pregevole esempio di architettura romanica, ha mantenuto l'originale aspetto interno, completamente in pietra. Contiene opere d'arte locale.

## Storia
Le prime informazioni sulla pieve si hanno nell'anno 1148, quando in una Bolla di Papa Eugenio III si fa riferimento all'edificio sacro, che probabilmente era stato eretto sopra un edificio medievale preesistente.
Nell'anno 1547 i territori della pieve passano dalla Repubblica di Lucca al Ducato di Modena, ma rimangono isolati dalle zone limitrofe, che tra il 1468 e il 1502 erano state annesse al Granducato di Toscana. 
Nel Seicento, dopo un terremoto che danneggia l'abside e alcune parti interne, la chiesa viene restaurata e viene ricostruita la torre campanaria, ancora oggi presente, la cui base era già stata edificata nel Trecento. Un altro terremoto del 1837, inoltre, causò il crollo di parte della struttura della pieve, che non fu più ripristinata, neppure quando, in seguito a un nuovo sisma nell'anno 1920, si resero necessari lavori di rifacimento delle murature e il restauro del coronamento al secondo piano. Ad oggi, pertanto, la chiesa appare più bassa di quanto fosse in passato.

## Struttura e opere
L'esterno della chiesa presenta una facciata a salienti in blocchi di pietra, decorata da un portale aggiunto nel XVII secolo e, più in alto, da una bifora che illumina l'interno. Al culmine della facciata è una croce lucifera ricavata nel suo spessore. 
Il portale, decorato sugli stipiti da una ricca decorazione a tralci e fiori, reca sull'architrave una lunetta, contenente una lastra marmorea con la rappresentazione del Martirio di San Lorenzo, realizzata e apposta nel 1960. L'interno della pieve si sviluppa su una pianta senza transetto, a tre navate separate da due colonnati in pietra, con capitelli cubici ad angoli smussati. La navata centrale è chiusa sul fondo da un'abside semicircolare nella quale si aprono tre alte finestre. 
Sopra le arcate dei due colonnati, nel cleristorio, sono poste due fasce opposte di monofore. Conclude l'interno una copertura con capriate in legno, a vista. L'aspetto generale è ancora quello originale romanico. 
Fra i vari dipinti che decorano la chiesa spicca quello di San Lorenzo Martire, dove oltre alla sua figura compare sullo sfondo quella dell'edificio stesso, il campanile del quale appare più alto di quello attuale a causa del terremoto dell'anno 1920 responsabile del crollo di parte della struttura. Pregevole, inoltre, è l'altare monolitico in arenaria.
Sul retro è posto il campanile in pietra a base ottagonale, con due ordini di monofore.

## Altre immagini

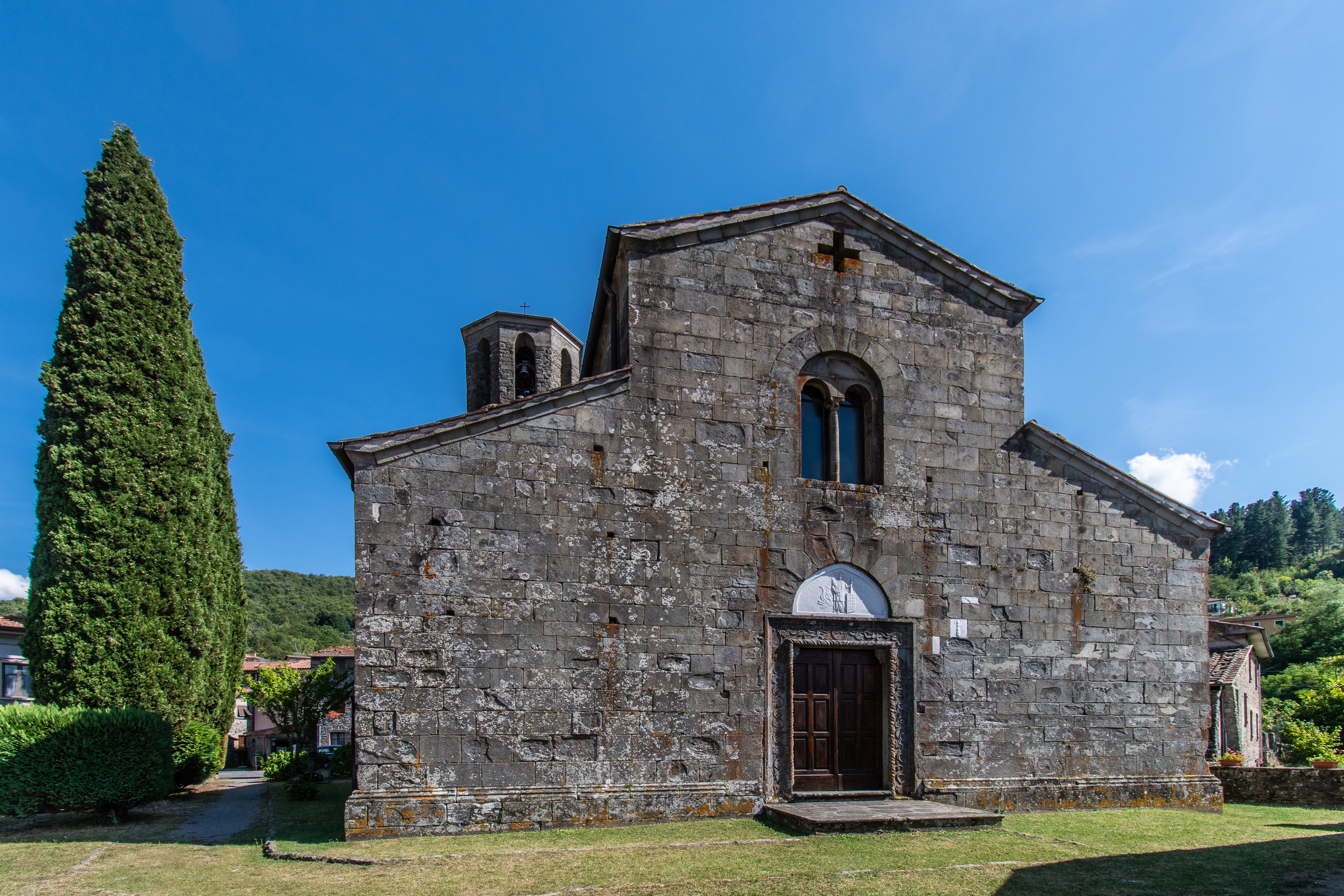
Facciata
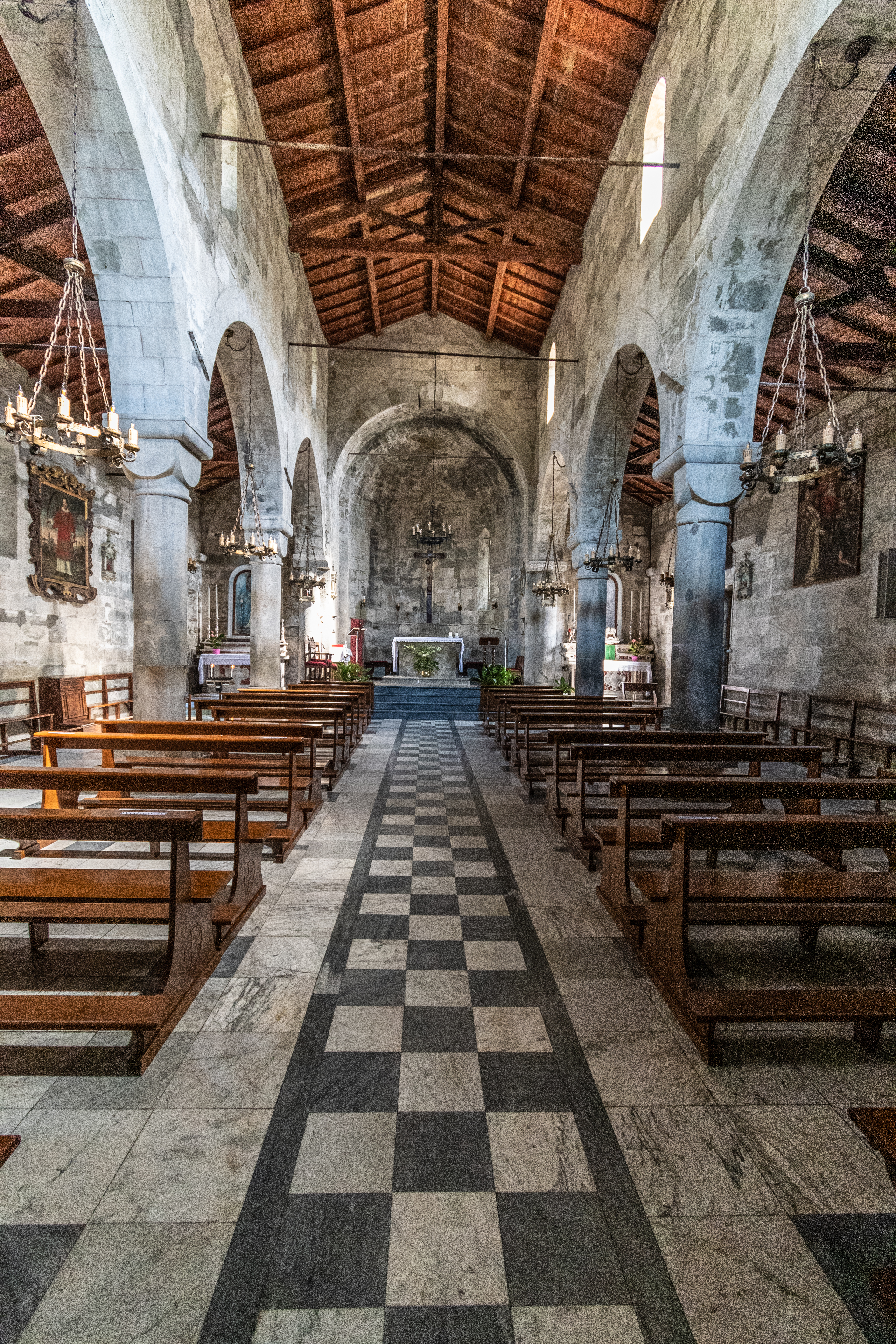
Interno
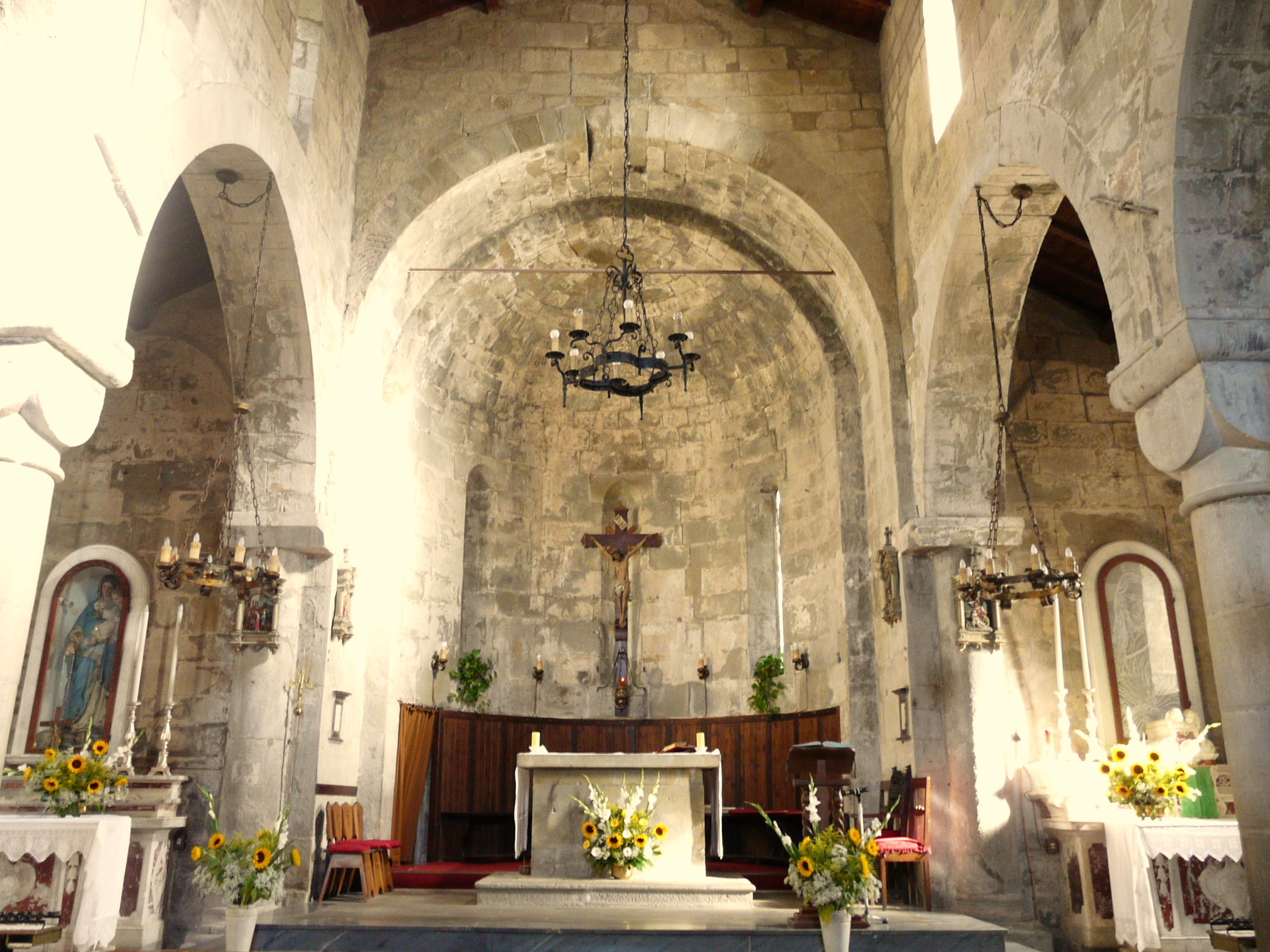
Navata centrale e abside
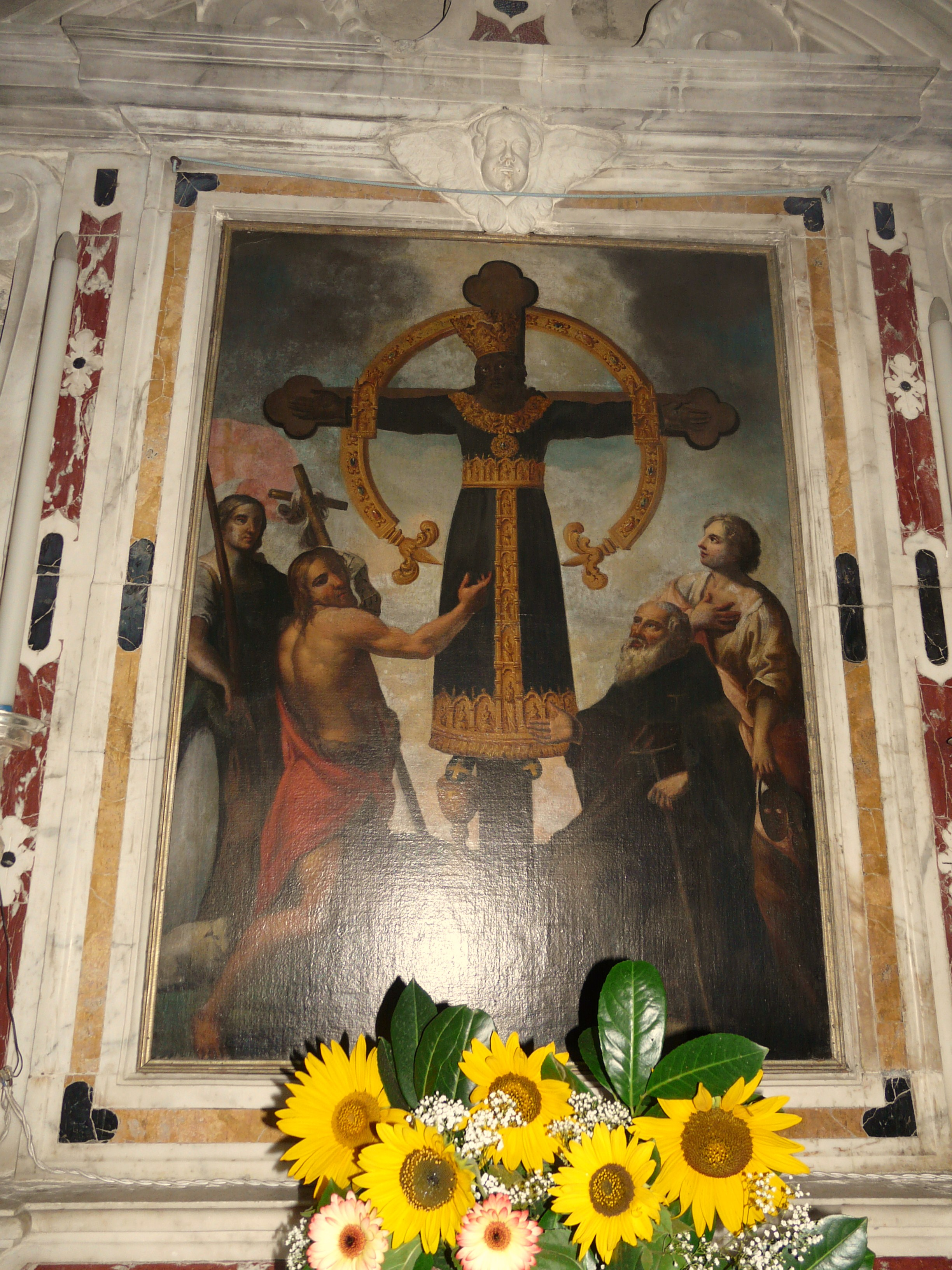
Il Volto Santo di Lucca
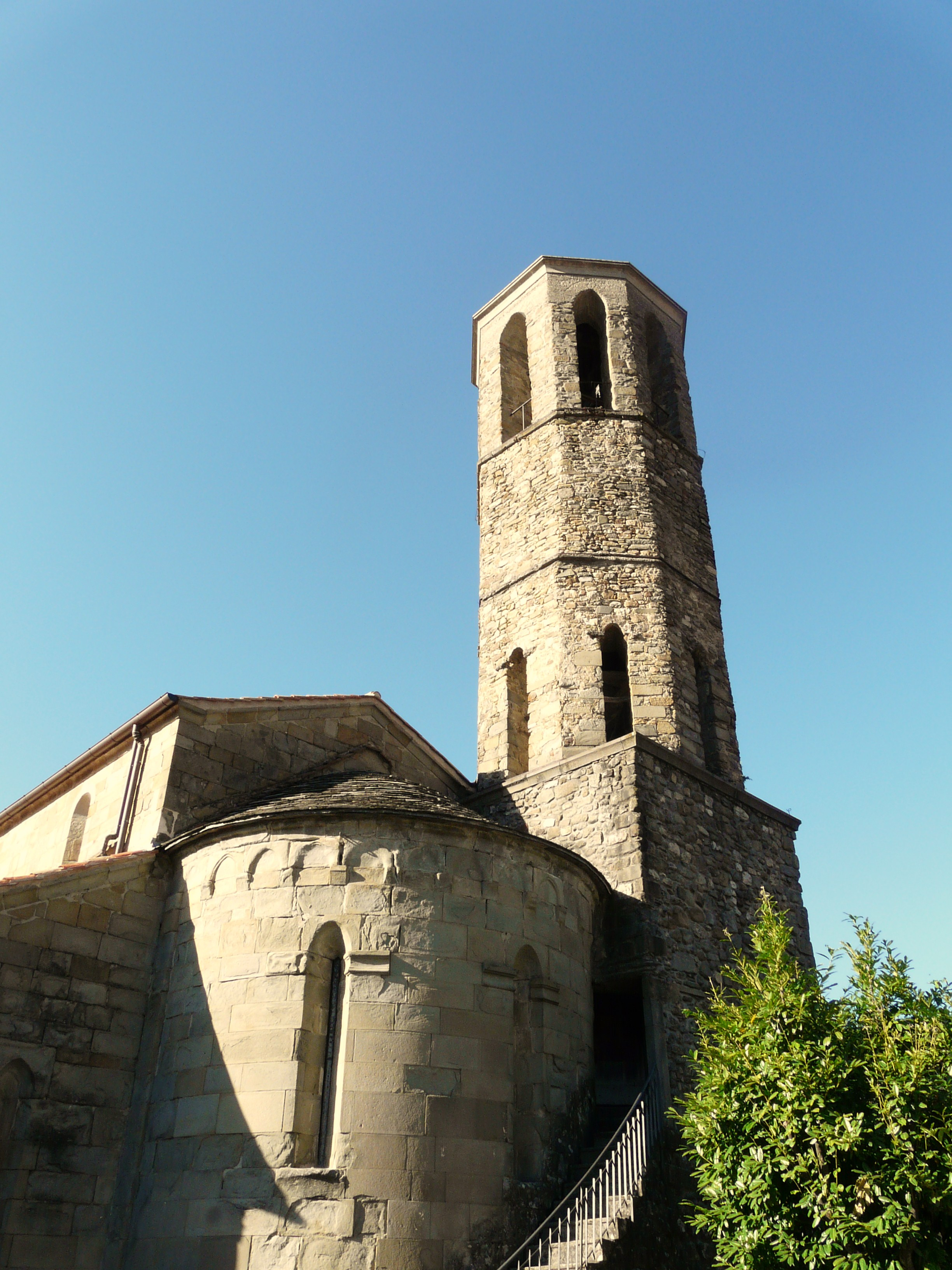
Abside e campanile